# The Cleveland Show
The Cleveland Show è una serie animata statunitense ideata da Seth MacFarlane, Mike Henry e Richard Appel nel 2009 per il network Fox, ed è uno spin-off de I Griffin con protagonista Cleveland Brown. In Italia la serie è andata in onda su Fox. La serie è stata cancellata al termine della quarta stagione, ma i protagonisti riappariranno nella serie principale I Griffin.

## Trama
La serie inizia quando Cleveland Brown e suo figlio Cleveland Brown, Jr. si trasferiscono da Quahog, Rhode Island a Stoolbend, in Virginia. In questa città Cleveland trova una nuova moglie, Donna Tubbs. Donna ha avuto un precedente rapporto con un uomo di nome Robert Tubbs da cui ha avuto due figli: l'adolescente Roberta e il piccolo Rallo.

## Personaggi

### Famiglia Brown/Tubbs
- Cleveland Brown: ex personaggio secondario della serie animata I Griffin, decide, all'inizio della serie, di cambiare città, dove si sposa con Donna Tubbs, sua ex compagna del liceo, e trova lavoro come installatore di impianti TV.
- Donna Tubbs: ex compagna di Cleveland ai tempi del liceo, si sposa con lui all'inizio della serie. Lavora come segretaria nel liceo di Stoolbend.
- Cleveland Brown Jr.: è il figlio di Cleveland, anche lui già comparso nella serie I Griffin. È un quattordicenne in sovrappeso, con alcuni problemi di autostima. Il personaggio ne I Griffin aveva una fisionomia ed un carattere totalmente diversi rispetto a quelli mostrati in The Cleveland Show: nella serie madre, in cui ha comunque avuto un'importanza marginale comparendo in pochi episodi, era infatti un bambino magro ed iperattivo bravo in tutto ma totalmente incapace di concentrarsi in una qualsiasi attività. Nell'episodio 13 della quarta stagione si scopre che egli è in realtà un agente della CIA, il quale ha assassinato, e sostituito, il Cleveland Brown Jr. magro ed iperattivo de I Griffin, anche se questa scena era solo un sogno di Rallo.
- Roberta Tubbs: è la figlia di Donna Tubbs e figliastra di Cleveland. È un'adolescente loquace e piacevole, che adora mettersi in mostra. È spesso critica nei confronti di Cleveland.
- Montclair "Rallo" Tubbs: è il figlio di Donna Tubbs e figliastro di Cleveland. Sebbene sia un bambino di cinque anni, presenta una personalità e dei comportamenti un po' più maturi per la sua età (in questo assomiglia a Stewie Griffin, con la differenza però che egli viene compreso dagli adulti). Vede suo padre come un mito ed è molto spesso insofferente nei confronti di Cleveland. A dispetto della sua età così come Stewie anche lui è intelligentissimo ed ha conoscenze ed interessi assolutamente inusuali per un bambino come lui: ad esempio ha mostrato in più di un episodio stima nei confronti dell'attivista Malcolm X, nonché un ardente ed acceso spirito di appartenenza al New Black Panther Party, ragion per cui non vede assolutamente di buon occhio il suo vicino di casa Lester, tipico redneck razzista dalle simpatie sudiste.

### Altri personaggi
- Tim l'Orso: vicino di casa della famiglia Brown. È un orso dallo strano accento russo, vive con la moglie ed il figlio, coetaneo di Cleveland Junior. È un devoto cristiano cattolico ed ama molto la sua famiglia.
- Arianna l'Orso: moglie di Tim e madre di Raymond. Anch'essa pare provenire dalla Russia. Ama Grey's Anatomy e colleziona coriandoli. Inoltre sa parlare spagnolo, come dimostra nella puntata Serata tra donne.
- Raymond l'Orso: figlio di Tim e Arianna e compagno di scuola di Cleveland Brown Junior del quale è molto amico, compare solo in pochi episodi. È un consumatore di droghe e tutti ne sono consapevoli esclusi i genitori.
- Lester Krinklesac: vicino e amico di Cleveland. È il classico trasandato redneck un po' razzista che vive in una catapecchia con la moglie mostruosamente obesa e con il figlio, anche quest'ultimo coetaneo e compagno di scuola di Cleveland Junior.
- Terry Kimple: ex compagno di Cleveland alla scuola superiore ed ora suo collega, ritrovato nell'episodio Nascita di un venditore, della prima stagione. Rubacuori, simpatico e disponibile, Terry è il miglior amico di Cleveland. Nella seconda stagione rivela di essere omosessuale e si sposa con il suo compagno.
- Holt Rickter: amico e vicino di casa di Cleveland. Vive ancora con sua madre, è spesso preso in giro per la sua ridotta statura. Ha inoltre una relazione con la sua bambola gonfiabile di nome Kimmy.

## Episodi
| Stagione         | Episodi | Prima TV originale | Prima TV Italia |
| ---------------- | ------- | ------------------ | --------------- |
| Prima stagione   | 21      | 2009-2010          | 2010            |
| Seconda stagione | 22      | 2010-2011          | 2011-2012       |
| Terza stagione   | 22      | 2011-2012          | 2012-2013       |
| Quarta stagione  | 23      | 2012-2013          | 2013-2014       |

## Doppiaggio
| Personaggio         | Doppiatore originale                                                  | Doppiatore italiano                                                  |
| ------------------- | --------------------------------------------------------------------- | -------------------------------------------------------------------- |
| Cleveland Brown     | Mike Henry                                                            | Luciano Marchitiello                                                 |
| Cleveland Brown Jr. | Kevin Michael Richardson                                              | Davide Perino                                                        |
| Donna Tubbs         | Sanaa Lathan                                                          | Antonella Alessandro                                                 |
| Roberta Tubbs       | Nia Long (ep. 1.01-1.13) Reagan Gomez-Preston (ep. 1.14+)             | Federica De Bortoli                                                  |
| Rallo Tubbs         | Mike Henry                                                            | Gabriele Patriarca                                                   |
| Robert Tubbs        | Corey Holcomb                                                         | Paolo Marchese                                                       |
| Tim l'Orso          | Seth MacFarlane                                                       | Roberto Stocchi                                                      |
| Arianna l'Orso      | Arianna Huffington                                                    | Francesca Draghetti                                                  |
| Lester Krinklesac   | Kevin Michael Richardson                                              | Gerolamo Alchieri                                                    |
| Kendra Krinklesac   | Aseem Batra                                                           | Ilaria Giorgino                                                      |
| Ernie Krinklesac    | Glenn Howerton                                                        | Manuel Meli                                                          |
| Holt Rickter        | Jason Sudeikis                                                        | Alberto Angrisano                                                    |
| Terry Kimple        | Jason Sudeikis                                                        | Roberto Draghetti                                                    |
| Federline Jones     | Jamie Kennedy                                                         | Stefano Crescentini                                                  |
| LeVar Brown         | Craig Robinson                                                        | Diego Reggente (ep. 1.7) Marco Fumarola                              |
| Wally Farquhare     | Will Forte                                                            | Stefano Brusa                                                        |
| Lloyd Waterman      | Bruce McGill                                                          | Ambrogio Colombo                                                     |
| Kenny West          | Kanye West                                                            | Alessio De Filippis                                                  |
| Zia Momma           | Kym Whitley (voce femminile) Kevin Michael Richardson (voce maschile) | Ludovica Modugno (voce femminile) Alessandro Ballico (voce maschile) |

Questa è l'unica serie di Seth MacFarlane che venne doppiata da Fox Channels Italy e trasmessa in prima visione sull'edizione italiana di Fox della piattaforma SKY. Le altre due serie, I Griffin e American Dad sono doppiate da Mediaset e trasmesse in prima visione sui canali del gruppo (eccetto la stagione 3 de I Griffin, che è stata trasmessa in prima TV su Fox). A differenza delle serie I Griffin e American Dad la sigla non è stata doppiata in italiano.